# اندی ویلیامز
هاوارد اندرو ویلیامز(به انگلیسی: Howard Andrew Williams) (زادهٔ ۳ دسامبر ۱۹۲۷- درگذشتهٔ ۲۵ سپتامبر ۲۰۱۲) خواننده موسیقی پاپ اهل آمریکا بود. رونالد ریگان در زمان ریاست جمهوری صدای او را یک "گنج ملی" اعلام کرد.
ویلیامز در وال لیک آیووا به دنیا آمد و اولین بار در دههٔ ۱۹۳۰ در کر کودکان یک کلیسا برنامه اجرا کرد. او طی سال‌های فعالیت حرفه‌ایش ۴۲ آلبوم استودیویی منتشر کرد که ۱۷ تای آن‌ها گواهینامهٔ طلا و ۳تای دیگر گواهی پلاتین دریافت کردند.

## بیماری و مرگ
در چهارم نوامبر ۲۰۱۱ اعلام شد که اندی ویلیامز از سرطان مثانه رنج می‌برد. بلافاصله او در هوستون تگزاس بستری شد و مورد معالجه و شیمی درمانی قرار گرفت. سپس به همراه همسرش "دِبی"-برای نزدیک بودن به متخصصان سرطان-به شهر مالیبو در کالیفرنیا رفتند. ویلیامز در ۱۹ ژوئیه ۲۰۱۲ با بهبود بیماری اش دوباره به برانسون بازگشت اما با وجود ابراز خشنودی معالجان از روند رو به بهبود بیماری‌اش در ۲۵ سپتامبر ۲۰۱۲ و در ۸۴ سالگی درگذشت.